# Lin Chin-Mei
Lin Chin-Mei es una deportista taiwanesa que compitió en tiro adaptado. Ganó una medalla de plata en los Juegos Paralímpicos de Atenas 2004 en la prueba de pistola de aire (clase SH1).

## Palmarés internacional
| Representando a China Taipéi |                 |                  |                     |
| Juegos Paralímpicos          |                 |                  |                     |
| Año                          | Lugar           | Medalla          | Prueba              |
| 2004                         | Atenas (Grecia) | Medalla de plata | Pistola de aire SH1 |